# C' Chartres baseball softball
Uniformes
Le C' Chartres baseball softball, ex-French Cubs de Chartres Métropole, est un club de baseball basé à Chartres en (Eure-et-Loir).
Il joue ses rencontres à domicile sur le terrain de Gellainville.

## Histoire

### Débuts (1986-2011)
| \| Gellainville \| Le club est basé à Gellainville. |
| Gellainville                                        |

Le club des French Cubs est créé le 14 avril 1986.
Manu Préveaux, qui manie également la batte, arrive aux French Cubs en 1988, un an après Guillaume Delerive. À l'époque, l'équipe évolue au centre de l'hippodrome de Chartres. L'unique équipe que compte alors l'association réussi à intégrer le championnat de baseball de niveau national pendant deux saisons au début des années 1990, sous la houlette de Thomas Crosnier.
En 1999, une nouvelle équipe dirigeante prend en main les rênes du club, sous la présidence de Stéphane Février. Les French Cubs développent la pratique du softball en créant une équipe mixte. Un choix payant puisque l'équipe obtient de bons résultats sur le plan national (3e des phases finales du championnat de France en 2003, 2005 et 2006).
Depuis le 11 mai 2005, le club dispose d'un terrain situé sur la commune de Gellainville, l'un des rares en France à disposer d'un éclairage en champ intérieur.
En 2009, l'équipe senior de baseball termine vice-championne de France de Nationale 2 (D3). Ce parcours permet à l'équipe d'accéder au championnat de Nationale 1 (D2). 

### Maintien au second échelon national (2009-2013)
Champion de France de deuxième division 2012, les French Cubs doit monter en première division, mais les budgets ne sont pas été au rendez-vous. Lors de l'assemblée générale, le président Préveaux annonce « cette montée implique des budgets beaucoup plus importants. Nous avons dû donner notre réponse à la Fédération. Nous n'avons pas eu le temps de boucler le budget ». Pour prétendre à de bons résultats en première division, il est alors indispensable de recruter des joueurs étrangers de haut niveau. Un recrutement que les moyens financiers actuels du club rendent impossible. À contrecœur, les dirigeants font donc le choix de rester en deuxième division. Un joueur-coach japonais et recruté. Un poste d'agent de développement est créé pour développer le baseball auprès des écoliers et collégiens. Le club comprend alors des joueurs de haut niveau : Guillaume Delerive et Laurent Aoutin sont internationaux français, Sylvain Perrin et Constan Roussel disputent le championnat d'Europe des moins de 19 ans 2013. Et pour la saison 2013, deux Japonais sont enrôlés dont le nouvel entraîneur Daisuke Ikenaga, qui sera élu meilleur frappeur de la finale en fin de saison. De plus, au fil des saisons, le club ne cesse de grossir. De 60 licenciés en 2007, les French Cubs sont 155 en 2013. Ils recrutent une employée pour la promotion de la discipline dans les écoles et les entreprises. Le club possède alors plusieurs équipes de jeunes (moins de 12, 15 et 18 ans), une formation à l'étage régional et une équipe féminine (softball).
Pour leur début à ce niveau, les Euréliens accèdent aux play-off en tant que co-vainqueur de la saison saison régulière avec les Cougars de Montigny. Ils battent les Korvers de Dunkerque en demi-finale et se qualifient pour la finale contre les Panthères de Pessac (relégués de D1). Vainqueurs des deux premiers matchs à l'extérieur (10-3 et 15-3), les French Cubs termine le travail à domicile et son sacré Champion de France de Division 2, un an après celui de Nationale 1. Dans les faits, le club remporte la finale de D2 pour la seconde année consécutive. Guillaume Delerive, Ikenaga Daisuke et Manu Préveaux sont respectivement sacrés meilleur lanceur, batteur et MVP de la finale,.

### Montée en Division 1 (2014-2016)
Obtenue sur le terrain, l'accession en Division 1 est moins sûre dans un premier temps. Lors de la saison 2012, le club refuse déjà l'accession pour des raisons financières. En 2013, le budget de 60 000 euros n'est toujours pas suffisant. Il faudrait avancer 50 000 euros supplémentaires pour évoluer en D1 sur les plus beaux terrains de l'Hexagone. Cela pour recruter au moins quatre étrangers venus des pays phares du baseball que sont les États-Unis, le Japon ou encore l'Australie, à leur payer le gîte et le couvert ainsi que les billets d'avion. Michel Préveaux, maire de Gellainville et père de l'entraîneur, est cependant confiant et déclare en octobre 2013 : « Le club évoluera en D1 la saison prochaine ! Je vais me débrouiller pour trouver ces 50 000 euros. Je compte aussi sur Chartres Métropole ».
Les French Cubs de Chartres reprennent la saison le 30 mars 2014 en Division 1 donc. Malgré l'accession, il n'y a pas de révolution dans l'effectif chartrain. Si les deux Japonais (dont l'entraîneur Daisuke Ikenaga) sont repartis, tous les Français restent fidèles au club. Du côté de l'organigramme, Thomas Dormard, joueur au club depuis quatre ans, est nommé entraîneur. Pour se donner une chance de maintien, les dirigeants étoffent leur groupe avec plusieurs joueurs étrangers. Le club se renforce pour cette accession et recrute un Vénézuélien champion de France avec Rouen et un Américain. Pour le premier match et la réception des nonuples champions de France en titre, les Huskies de Rouen, Dormart peut compter sur l'apport de Jonathan Weaver, ancien international junior et espoir. Ce défenseur franco-américain évolue jusque-là avec l'Université du Maryland. L'équipe termine à la dernière place en saison régulière 2014 avec 11 % de victoires. Le président Manu Préveaux estime alors qu'il a manqué « un lanceur dominant. Là, on aurait pu faire jeu égal avec certaines équipes. Mentalement, ça a été compliqué. Depuis trois ans, en D2, on gagnait tout. C'était facile. Cette fois, on a commencé par seize défaites. Mais on a progressé au fil des matches et on a fini par réduire les écarts de scores. On a même pris un match à Montpellier, le leader. On a vraiment envie de poursuivre en D1 ». Le club connaît quelques déboires avec les étrangers durant la saison. Les Chartrains jouent un barrage pour le maintien en septembre 2014. Opposé à Savigny, les deux premiers matchs à domicile se passent moyennement (victoire 7-4 puis défaite 3-9). Les Chartrains perdent à nouveau et se maintiennent in-extremis lors du duel contre le champion de D2, La Rochelle,.
Fin 2014, le club obtient l'organisation de deux compétitions d’envergure pour 2015 : le Challenge de France (14-17 mai) et la Coupe d’Europe (2-7 juin).
Pour la saison 2015, Manu Préveaux, président et joueur, devient également entraîneur des French Cubs. Thomas Dormard, l'ancien entraîneur, devient son assistant. Pour éviter un nouvel échec au recrutement, « je m'y suis pris autrement », précise Manu Préveaux. « J'ai fait appel à Zachary Miller, un ancien joueur américain, qui aide les clubs français à recruter ». Ainsi, un Américain de 23 ans, champion universitaire, et un Vénézuélien de 32 ans, ancien joueur pro, étoffent l'effectif des Cubs. Joshua Wyant, lui aussi estampillé US, rempile. Il supervise les entraînements et manage pendant les matches. L'équipe termine 7e sur 8 et profite du forfait de Beaucaire lors des play-downs pour garder sa place en D1.
Sauvés de justesse, les French Cubs de Chartres repartent en 2016 avec un effectif largement remanié. Le recrutement, à consonance hispanophone, doit permettre au club chartrain de jouer les premiers rôles en championnat. Pour leur troisième saison en D1, les French Cubs visent les demi-finales des play-offs. « On a renouvelé le groupe à plus de 50 % », explique le président-joueur Manu Préveaux, qui bénéficie d'une enveloppe revue à la hausse pour recruter. Notamment pour débaucher six éléments au Paris UC, demi-finaliste du dernier championnat, dont Douglas Rodriguez, originaire du Venezuela, membre de l'équipe de France et meilleur frappeur des deux derniers championnats. Ainsi armés, les French Cubs revoient donc à la hausse leurs ambitions : le Top 4 dès cette année 216 et la Coupe d'Europe d'ici deux ans. Le club réalise sa meilleure saison dans l'élite avec neuf victoires, mais ne peut obtenir mieux qu'une nouvelle septième place sur 8. Sixième attaque et cinquième en lancer, mais la défense, dernière, est le point faible. Il doit donc jouer les play-downs, contre Savigny comme deux ans auparavant. Les Cubs perdent trois fois et doivent affronter Montigny, champion de D2. Mais le club chartrain décide de ne pas jouer la rencontre et de descendre volontairement en D2.

### Descente et accent sur la formation (depuis 2017)
Plutôt que de tenter de rester parmi l’élite aux prix d’efforts importants, financiers notamment, les Cubs préfèrent repartir un niveau au-dessous et se concentrer sur les jeunes. « On a souffert ces dernières années, avec la gestion des joueurs étrangers, notamment, on en avait jusqu’à sept. Entre les problèmes administratifs, le budget fortement revu à la baisse. On a préféré se recentrer sur la formation de nos jeunes », précise Manu Préveaux. Ce changement de cap s’accompagne avec le recrutement d'un chargé de développement pour faire découvrir le baseball dans les écoles de l’agglomération chartraine. « On va mettre nos efforts sur nos jeunes, les former et dans quatre ans, le temps d’une olympiade, nous aurons à nouveau les moyens de remonter en D1 avec uniquement des joueurs français, et surtout des joueurs chartrains formés chez nous, par nous. C’est désormais notre ambition et notre objectif », envisage le président-entraîneur-joueur des French Cubs.
Pour la saison 2017 de Division 2, il ne reste plus grand-chose de l'équipe de D1. Le club, volontairement redescendu en D2, a même songé à repartir en N1. C'est avec un roster totalement différent qu'il attaque sa saison. « L'équipe sera à 90 % chartraine, indique le président, Manu Préveaux. On intégrera des joueurs qui ont été champions régionaux avec l'équipe 2 et on fera avec ceux qui sont restés ». Dans ce contexte, les objectifs sont raisonnables : le maintien. « On repart sur un nouveau cycle, avec l'idée de remonter en D1 d'ici quatre ans, mais avec des joueurs qui auront été formés chez nous », précise le président, à l'initiative de ce changement de philosophie. Derniers de leur poule de D2, les Frenchs Cubs de Chartres affrontent le Cavigal de Nice, début septembre, lors d’un barrage de maintien. Un an après sa relégation en D2, Chartres flirte désormais avec la descente en N1. Mais Manu Préveaux, le président, n'en fait pas un drame. Il a volontairement choisi de mettre l'accent sur la formation, et il en accepte les conséquences. « Nos cadres deviennent vieillissants et les jeunes ne sont pas encore suffisamment mûrs, constate-t-il Alors la saison régulière a été très compliquée ». Versés dans une poule A un peu plus relevée que la poule B, Chartres finit quatrième et dernier, avec 7 victoires pour 17 défaites. Le club termine dont septième sur huit mais demande à être relégué.
Pour la saison 2018, les French Cubs décide de supprimer l'équipe fanion et de repartir avec leur équipe réserve en régional Centre que le groupe chartrain remporte.

## Palmarès

### Titres
| Compétitions nationales | Compétitions régionales |
| --- | --- |
| - Division 2 (1) - Champion : 2013 - Nationale 1 (1) - Champion : 2012 - Nationale 2 - Vice-champion : 2009 - Championnats de France de softball mixte slowpitch - 3e : 2003, 2005 et 2006 | - Championnat régional Centre (8) - Champion : 2000, 2005, 2007, 2008 et 2009, 2016 rés. 2018, 2019, 2020, 2021,2022 - Vice-champion : 2001, 2002, 2003 et 2004, 2023 - Championnats régional de softball mixte slowpitch - Champion : 2002, 2003, 2004, 2005, 2006 - Champion de Promotion d'Honneur IDF : 2007 |

### Bilan sportif

#### En championnat
| Échelon     | Nbr saisons | Meilleure performance | Dernière présence |
| ----------- | ----------- | --------------------- | ----------------- |
| Division 1  | 3           | 7e                    | 2016              |
| Division 2  | 2           | Champion              | 2017              |
| Nationale 1 | 3           | Champion              | 2012              |
| Nationale 2 | 3           | 2e                    | 2009              |

#### Saison après saison
| Saison après saison | Saison après saison     | Saison après saison |
| Saison              | Division                | Classement          |
| ------------------- | ----------------------- | ------------------- |
| 2000                | Régionale               | Champion            |
| 2001                | Régionale               | 2e                  |
| 2002                | Régionale               | 2e                  |
| 2003                | Régionale               | 2e                  |
| 2004                | Régionale               | 2e                  |
| 2005                | Régionale               | Champion            |
| 2006                | Régionale               | 3e                  |
| 2007                | Régionale / Nationale 2 | Champion / Demies   |
| 2008                | Nationale 2             | Quarts              |
| 2009                | Nationale 2             | 2e                  |
| 2010                | Nationale 1             | 4e                  |
| 2011                | Nationale 1             | 3e                  |
| 2012                | Nationale 1             | 1er                 |
| 2013                | Division 2              | 1er                 |
| 2014                | Division 1              | 8e                  |
| 2015                | Division 1              | 7e                  |
| 2016                | Division 1              | 7e                  |
| 2017                | Division 2              | 7e                  |
| 2018                | Régionale               | Champion            |
| 2019                | Régionale               | Champion            |
| 2020                | Régionale               | Champion            |
| 2021                | Régionale               | Champion            |

## Structures du club

### Identité et image
En avril 2018, la municipalité chartraine impose une identité commune aux principaux clubs de la ville évoluant au niveau national dans les sports collectifs, en déclinant sa marque territoire « C' Chartres ». Les changements vont au-delà de l'appellation des associations. Les clubs doivent également adopter un nouveau logo adapté à chaque discipline et une couleur dominante pour leur maillot : le bleu de Chartres, un bleu clair. 

Logo de la section baseball-softball
Logo du club jusqu'en 2018
Logo depuis 2018

### Éléments comptables
En 2012, le club obtient sa montée en première division mais ne pouvant boucler son budget (plus important pour la D1) à temps, il n'est pas accepté par la Fédération. Début 2014, le budget de 60 000 euros n'est toujours pas suffisant. Il faut avancer 50 000 euros supplémentaires pour évoluer en D1, cela pour recruter au moins quatre étrangers. Michel Préveaux, maire de Gellainville et père de l'entraîneur, est cependant confiant et déclare en octobre 2013 : « Le club évoluera en D1 la saison prochaine ! Je vais me débrouiller pour trouver ces 50 000 euros. Je compte aussi sur Chartres Métropole ». Le budget est gonflé grâce au soutien des collectivités et partenaires et les Chartrains peuvent monter dans l'élite.
| Saison   | 2012 | 2013     | 2014      | 2015 | 2016      | 2017     | 2018      |
| -------- | ---- | -------- | --------- | ---- | --------- | -------- | --------- |
| Division | N1   | D2       | D1        | D1   | D1        | D2       | Régionale |
| Budget   | ?    | 60 000 € | 110 000 € |      | 130 000 € | 90 000 € |           |

### Terrain de Gellainville

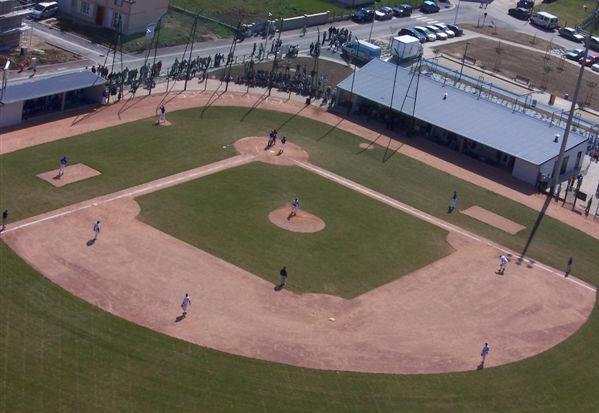
Les Cubs évoluent au terrain de Gellainville.

Les équipes chartraines jouent leurs rencontres à domicile au terrain de Gellainville, siège du club.
En plus, le terrain accueillent les play-offs du championnat de France élite 2007, le Challenge de France et la Coupe d'Europe des clubs champions 2015. Il est à nouveau l'hôte de cette compétition l'année suivante ainsi que du Championnat d'Europe U15 2016.

## Personnalités du club

### Présidents
Quatre présidents se sont succédé depuis la création du club :
- 1986-1998 :  Mme Crosnier
- 1999-2005 :  Stéphane Février
- 2006-2011 :  Caroline Martin
- Depuis 2011 :  Manu Préveaux

### Entraîneurs
- avant 2013 : Manu Préveaux
- 2013 :  Daisuke Ikenaga
- 2014 :  Thomas Dormard
- 2015 :  Manu Préveaux
- 2016 :  Remigio Leal Gonzalez
- 2017 : ?

### Joueurs notables
- Guillaume Delerive
- Manu Préveaux
- Jonathan Weaver